# Liste des gares de la wilaya d'Alger
La liste des gares de la wilaya d'Alger, est une liste des gares ferroviaires situées dans la wilaya d'Alger, en Algérie.

## Gares ferroviaires dans la wilaya
La wilaya d'Alger compte 23 gares dont une gare de fret. Toutes les gares sont exploitées par la Société nationale des transports ferroviaires (SNTF).
| Gare                                  | Commune         | Lignes                           | Remarque |
| ------------------------------------- | --------------- | -------------------------------- | -------- |
| Gare de l'Aéroport Houari Boumédiène  | Dar El Beïda    | Bab Ezzouar à l'aéroport d'Alger |          |
| Gare de l'Agha                        | Sidi M'Hamed    | Alger à Oran Alger à Skikda      |          |
| Gare de Aïn Naâdja                    | Djasr Kasentina | Alger à Oran                     |          |
| Gare d'Alger                          | Alger-Centre    | Alger à Oran Alger à Skikda      |          |
| Gare des Ateliers                     | Belouizdad      | Alger à Oran Alger à Skikda      |          |
| Gare de Bab Ezzouar                   | Bab Ezzouar     | Bab Ezzouar à l'aéroport d'Alger |          |
| Gare de Baba Ali                      | Saoula          | Alger à Oran                     |          |
| Gare de Birtouta                      | Ouled Chebel    | Alger à Oran Birtouta à Zéralda  |          |
| Gare du Caroubier                     | Hussein-Dey     | Alger à Oran Alger à Skikda      |          |
| Gare de Dar El Beïda                  | Dar El Beïda    | Alger à Skikda                   |          |
| Gare d'El Harrach                     | El Harrach      | Alger à Oran Alger à Skikda      |          |
| Gare du Gué de Constantine            | Djasr Kasentina | Alger à Oran                     |          |
| Gare de Hussein Dey                   | Hussein Dey     | Alger à Oran Alger à Skikda      |          |
| Gare de Oued Smar                     | Oued Smar       | Alger à Skikda                   |          |
| Gare de Réghaïa                       | Réghaïa         | Alger à Skikda                   |          |
| Gare de Réghaïa ZI                    | Réghaïa         | Alger à Skikda                   |          |
| Gare de Rouïba                        | Rouïba          | Alger à Skikda                   |          |
| Gare de Rouïba SNVI                   | Rouïba          | Alger à Skikda                   | Fret     |
| Gare de Rouïba ZI                     | Rouïba          | Alger à Skikda                   |          |
| Gare de Sidi Abdellah                 | Mahelma         | Birtouta à Zéralda               |          |
| Gare de Tessala El Merdja             | Douera          | Birtouta à Zéralda               |          |
| Gare de l'Université de Sidi Abdellah | Mahelma         | Birtouta à Zéralda               |          |
| Gare de Zéralda                       | Zéralda         | Birtouta à Zéralda               |          |

| \| Alger Agha Ateliers Hussein Dey Caroubier El Harrach Oued · Smar B.E. D.E.B Rouïba Ro. · Zi Ro. · Sn Ré. · Zi Réghaïa Gué de Constantine Aïn Naâdja Baba Ali Birtouta Tessala El Merdja Sidi Abdellah U. Sidi Abdellah Zéralda Aéroport d'Alger \| Localisation des gares de la wilaya d'Alger · B.E. : Bab Ezzouar • D.E.B. : Dar El Beïda • Ro.Zi : Rouïba ZI • Ro.Sn : Rouïba SNVI • Ré.Zi : Réghaïa ZI |
| Alger Agha Ateliers Hussein Dey Caroubier El Harrach Oued · Smar B.E. D.E.B Rouïba Ro. · Zi Ro. · Sn Ré. · Zi Réghaïa Gué de Constantine Aïn Naâdja Baba Ali Birtouta Tessala El Merdja Sidi Abdellah U. Sidi Abdellah Zéralda Aéroport d'Alger |

## Lignes ferroviaires dans la wilaya
La wilaya est traversée par les lignes d'Alger à Oran et d'Alger à Skikda. Deux lignes ont leur parcours entièrement dans la wilaya : la ligne de Birtouta à Zéralda et celle de Bab Ezzouar à l'aéroport d'Alger.

## Galerie de photographies

Sélection de vues de gares de la wilaya d'Alger
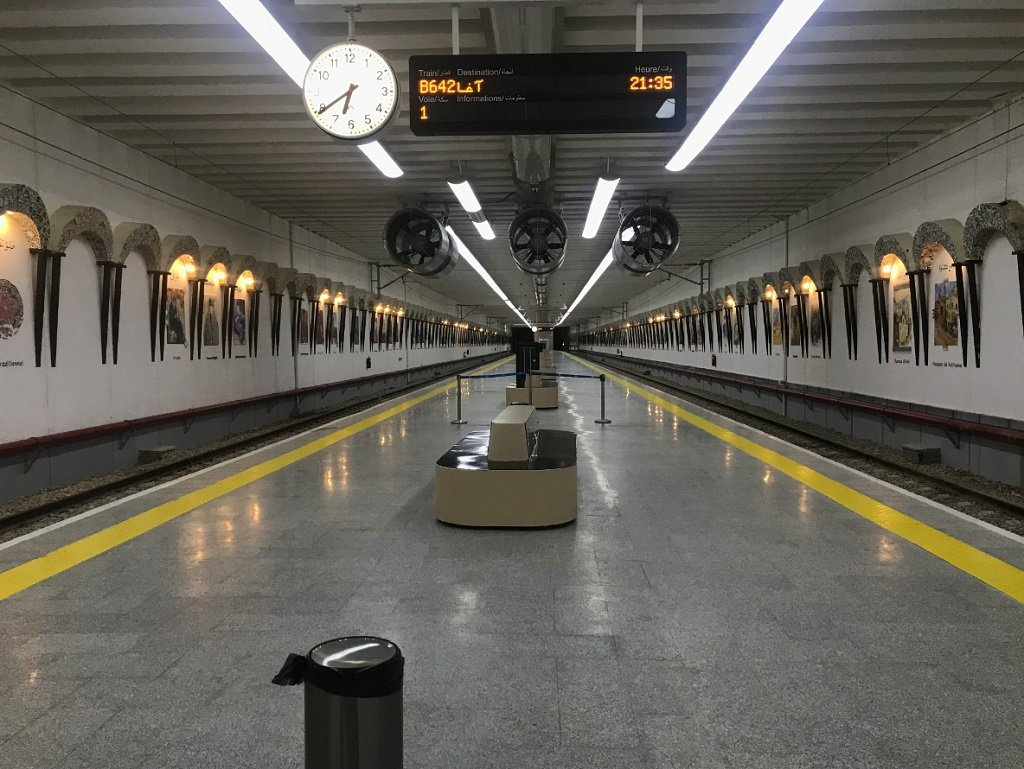
Gare de l'aéroport d'Alger.
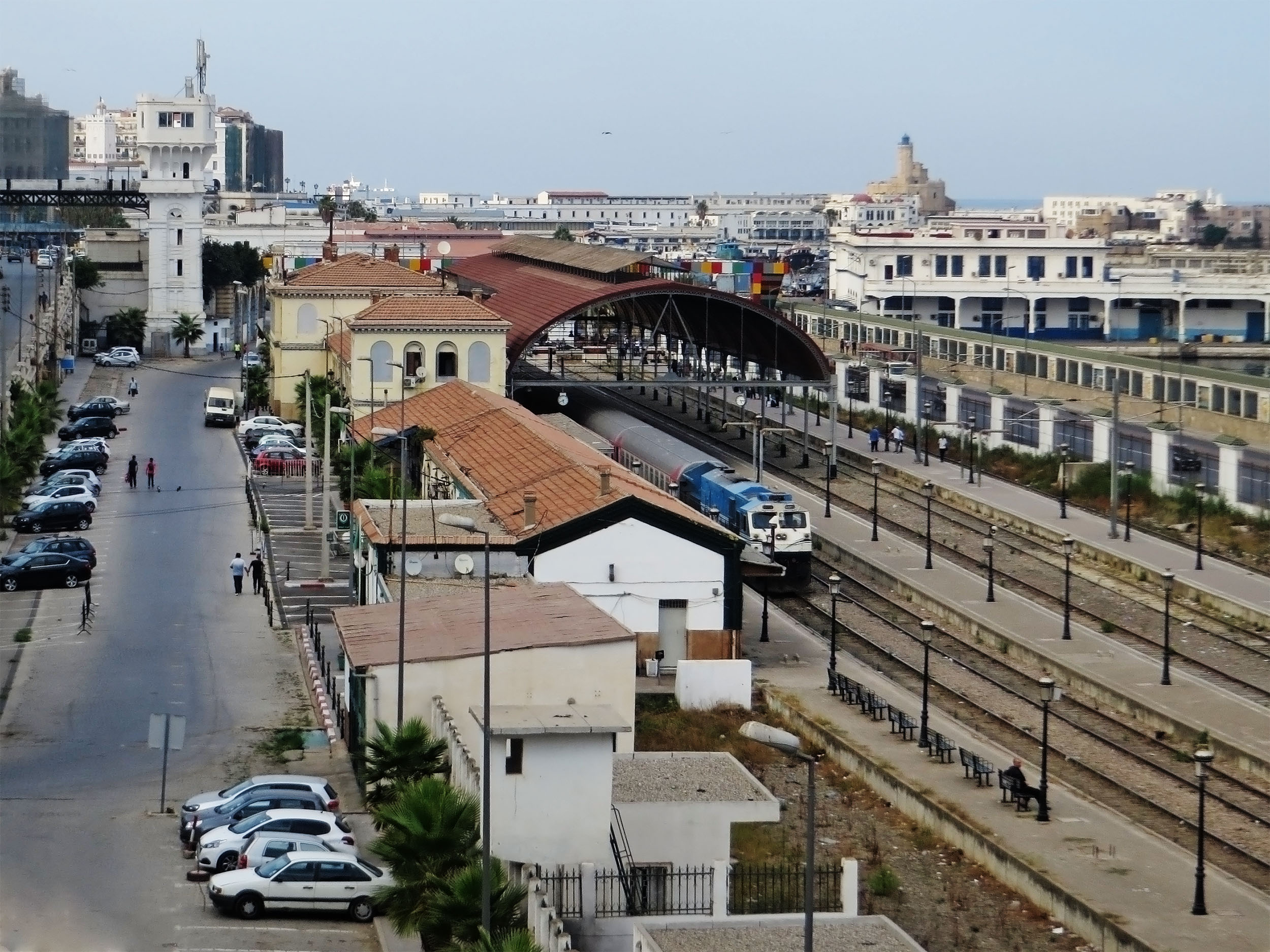
Gare d'Alger.
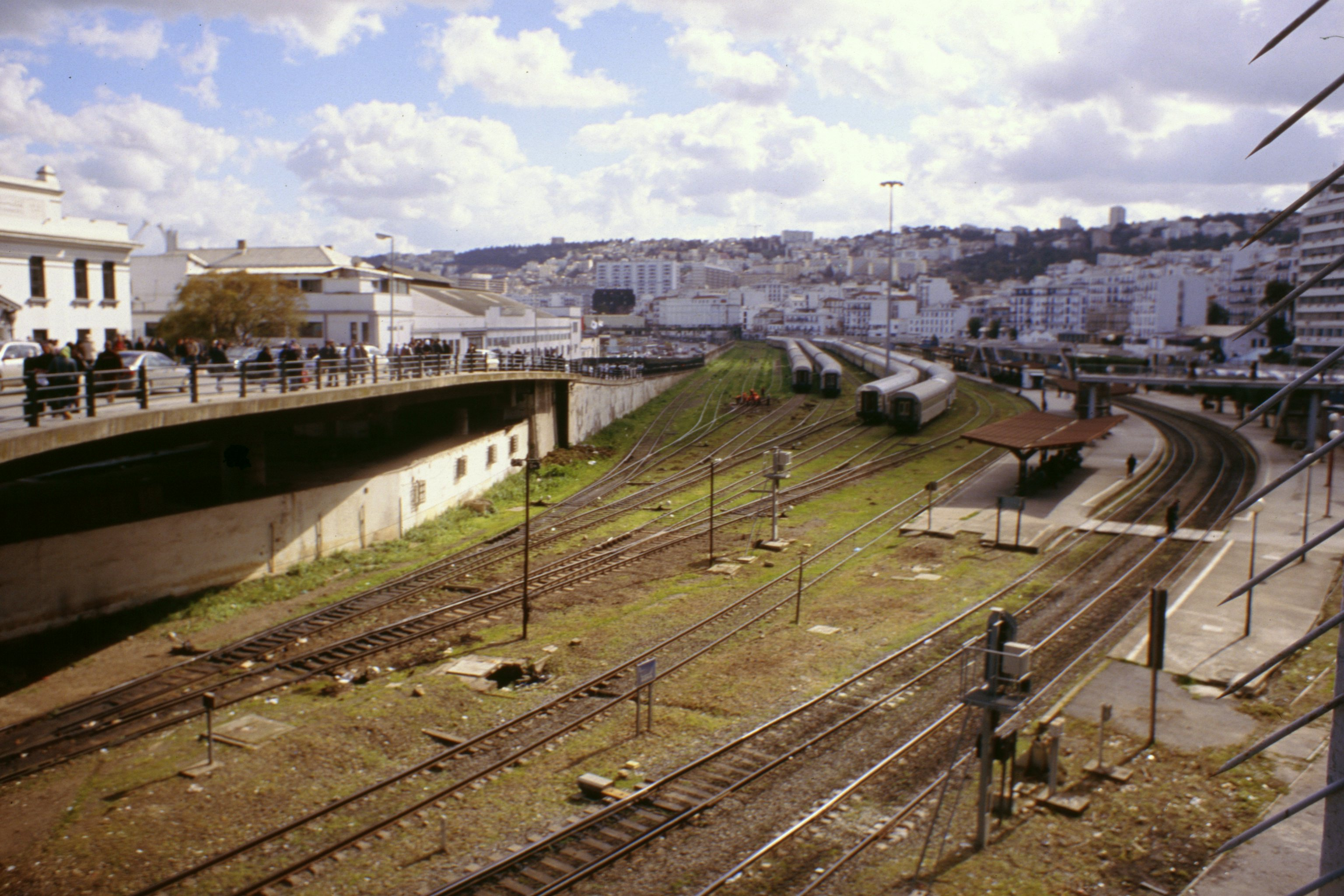
Gare de l'Agha.
Gare de Dar El Beida.
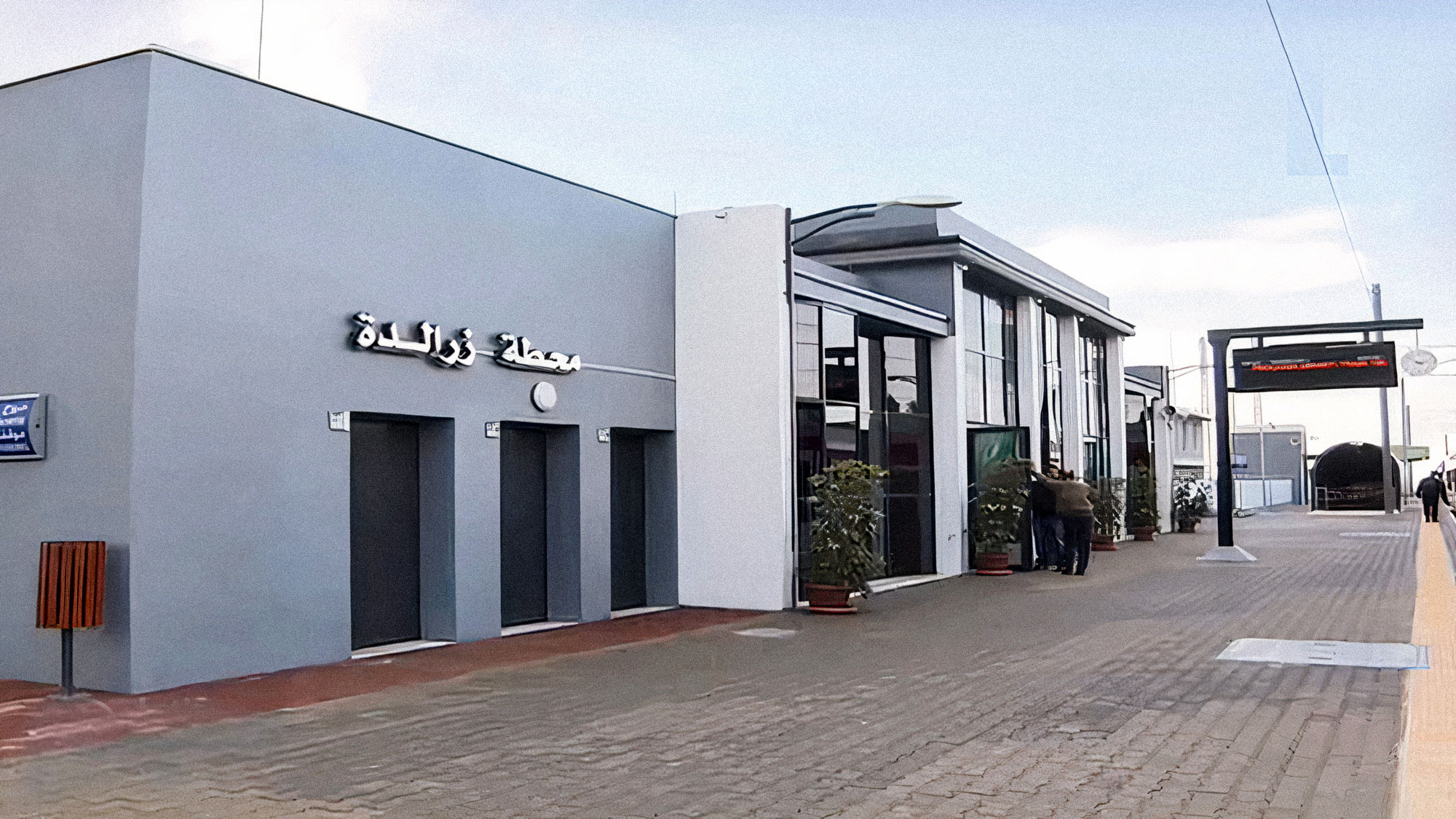
Gare de Zéralda.